# ویکتور لیندگرن
ویکتور لیندگرن (انگلیسی: Victor Lindgren؛ زادهٔ ۱۶ مهٔ ۲۰۰۳) تیرانداز اهل سوئد است.
وی در مسابقات کشوری و بین‌المللی در مجموع برندهٔ ۱ مدال نقره شده است.